# Râul Câlnic, Secaș
Râul Câlnic este un curs de apă, afluent al râului Secaș. 